# Довгохвоста синиця
Довгохво́ста сини́ця, або ополовник (Aegithalos) — рід птахів родини довгохвостосиницевих (Aegithalidae).

## Поширення
Представники роду поширені в Євразії. Найбільшого різноманіття досягає в Південному Китаї та Гімалаях.

## Опис
Дрібні птахи. Довжина тіла становить 10,5—16 см, маса тіла — 4,0—10,4 г. Тіло пухке з великою округлою головою, з коротким конічним дзьобом, загостреними крилами та довгим хвостом. В оперенні переважають відтінки білуватого, сіруватого, коричневого або чорнуватого забарвлення.

## Спосіб життя
Живуть у помірних лісах з густим підліском та високими деревами. Тримаються переважно під пологом лісу. Живляться комахами, рідше, ягодами і фруктами. Під час шлюбного періоду стають територіальними. Самиця відкладає до десятка яєць.

## Види
Рід включає такі види:
- Ополовник китайський (Aegithalos bonvaloti)
- Синиця довгохвоста (Aegithalos caudatus)
- Ополовник рудоголовий (Aegithalos concinnus)
- Ополовник сіроголовий (Aegithalos fuliginosus)
- Ополовник чорноголовий (Aegithalos glaucogularis)
- Ополовник рудощокий (Aegithalos iouschistos)
- Ополовник чорногорлий (Aegithalos leucogenys)
- Ополовник білогорлий (Aegithalos niveogularis)
- Ополовник бірманський (Aegithalos sharpei)
- Ополовник-крихітка (Aegithalos exilis)

### Вимерлі види
- Aegithalos gaspariki (Пізній міоцен, Угорщина)[4]
- Aegithalos congruis (Пліоцен, Угорщина)[4]

## Галерея

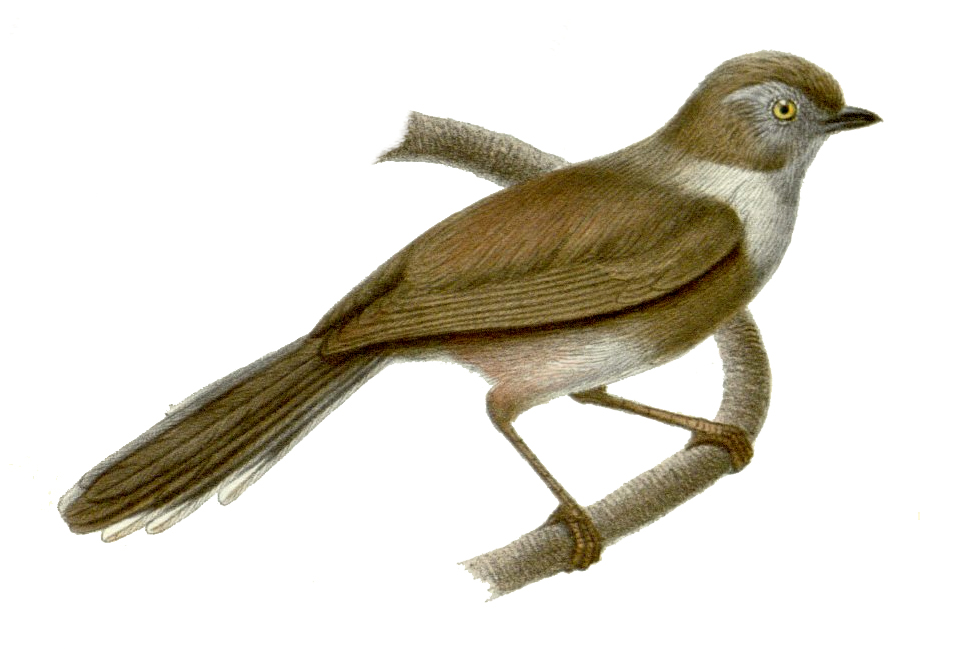
A. fuliginosus
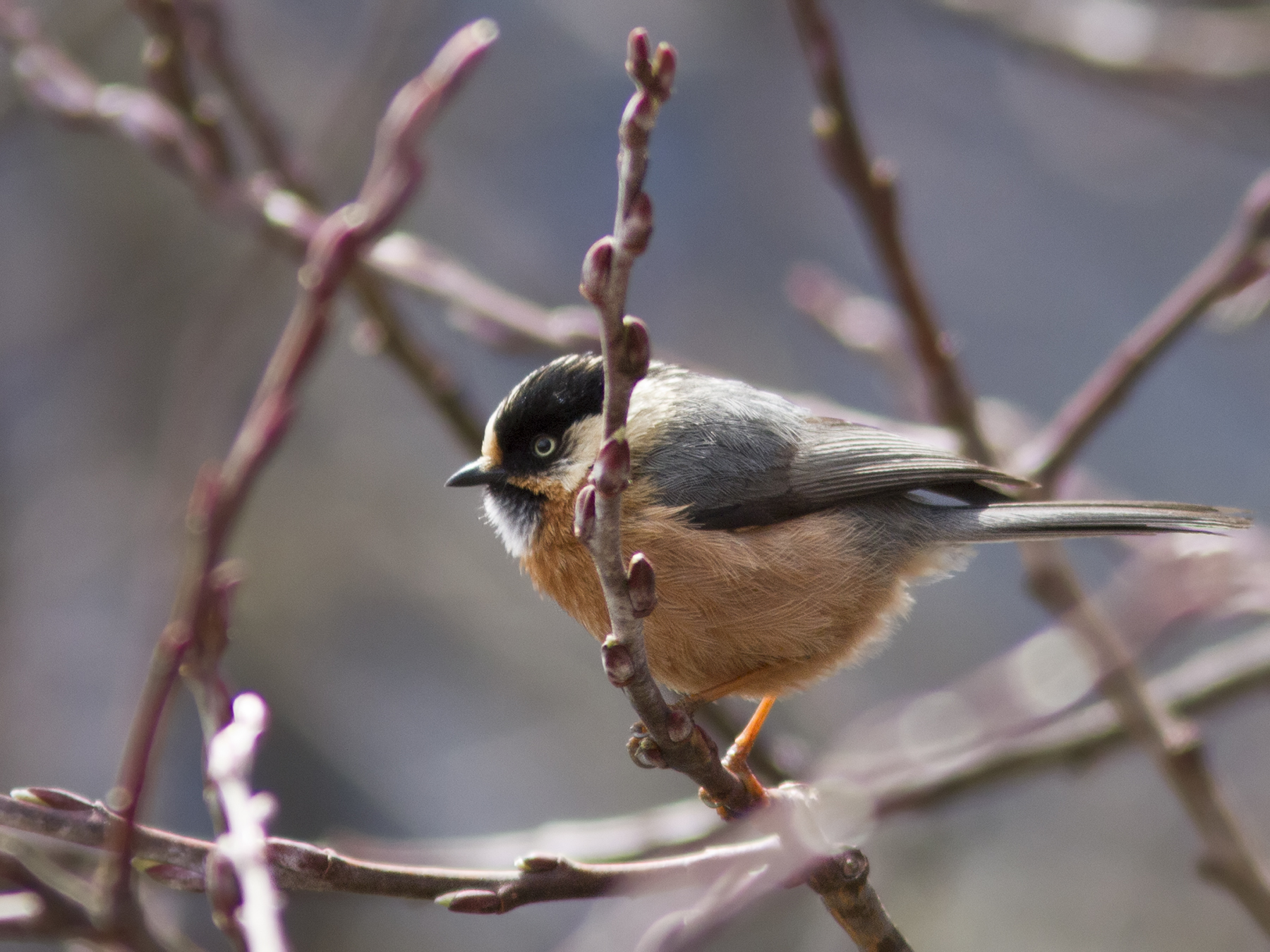
A. iouschistos
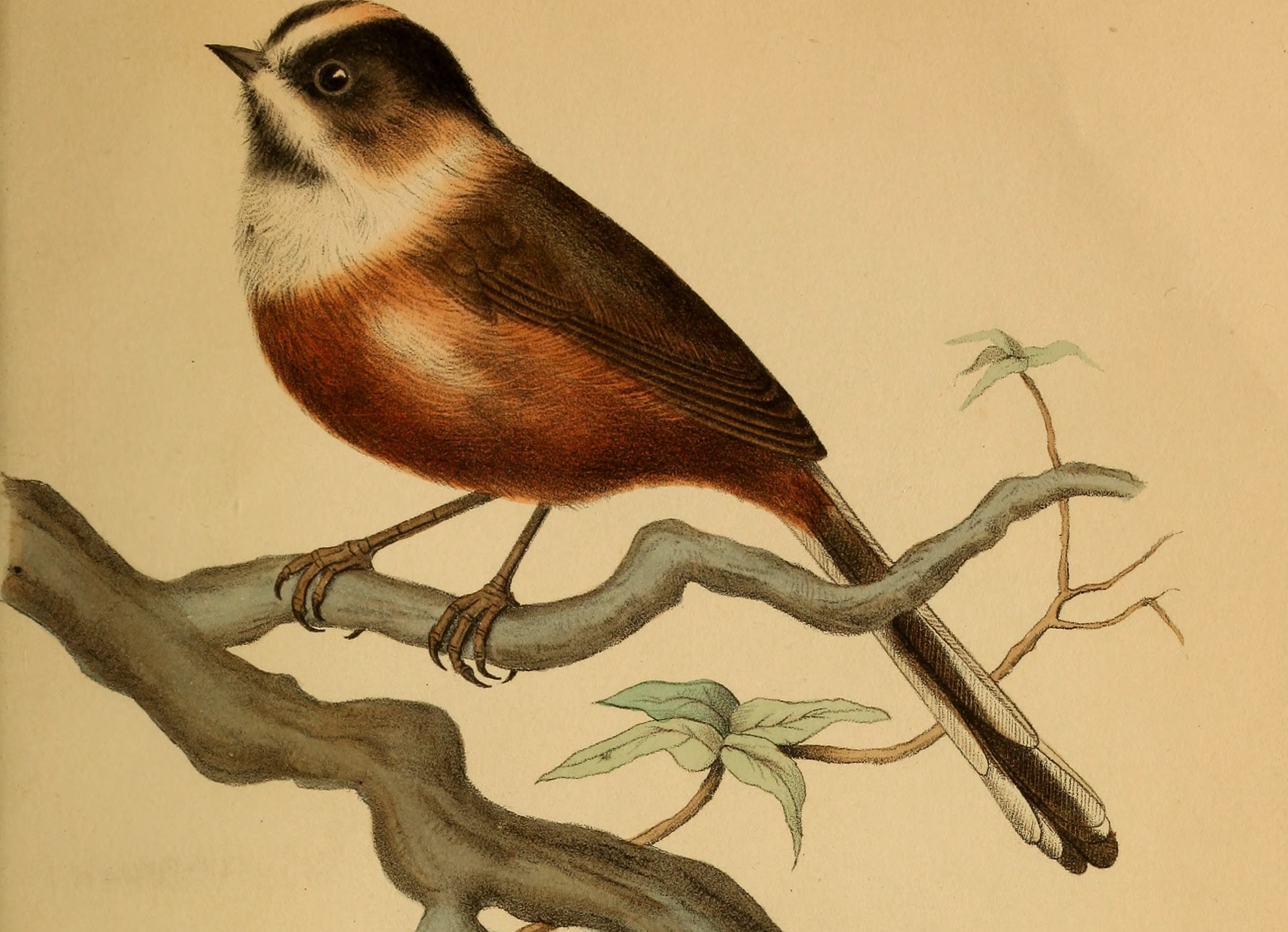
A. bonvaloti
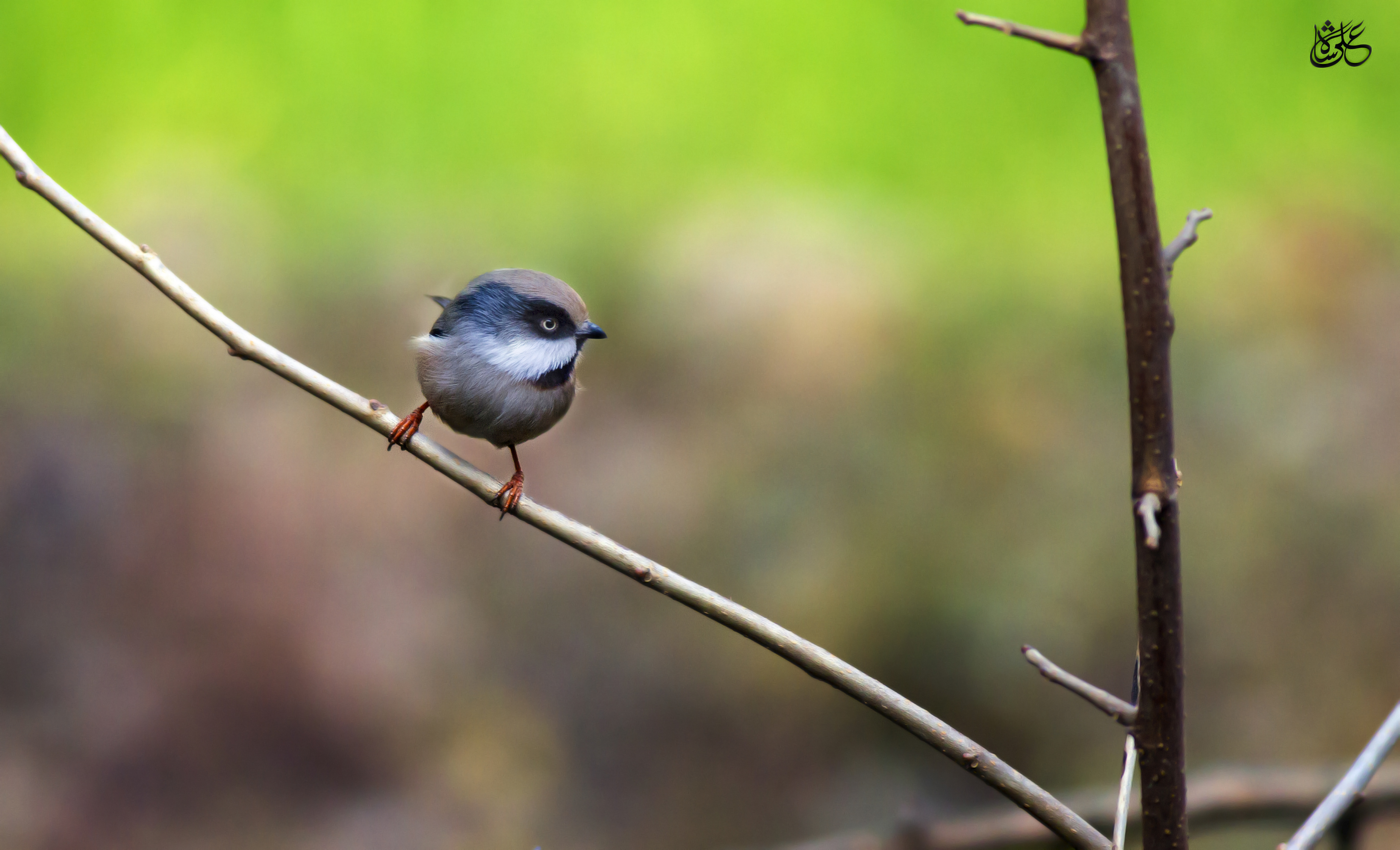
A. leucogenys
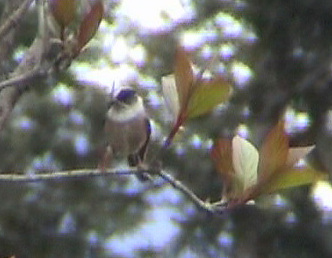
A. niveogularis
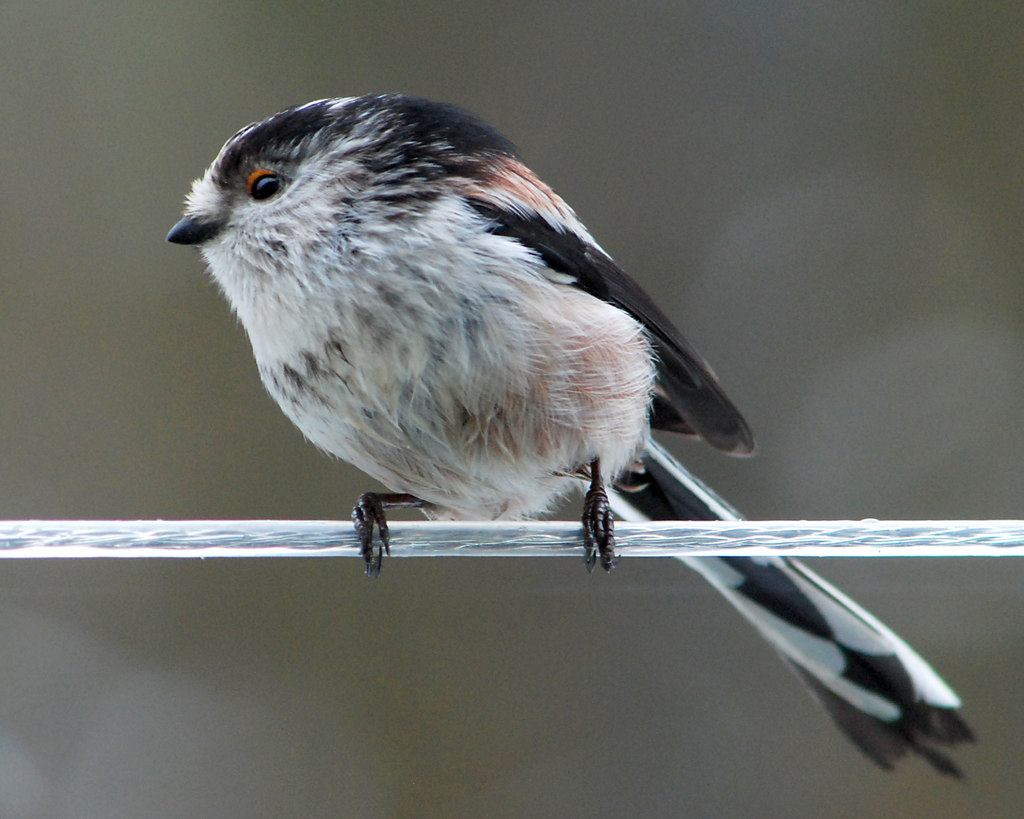
A. caudatus
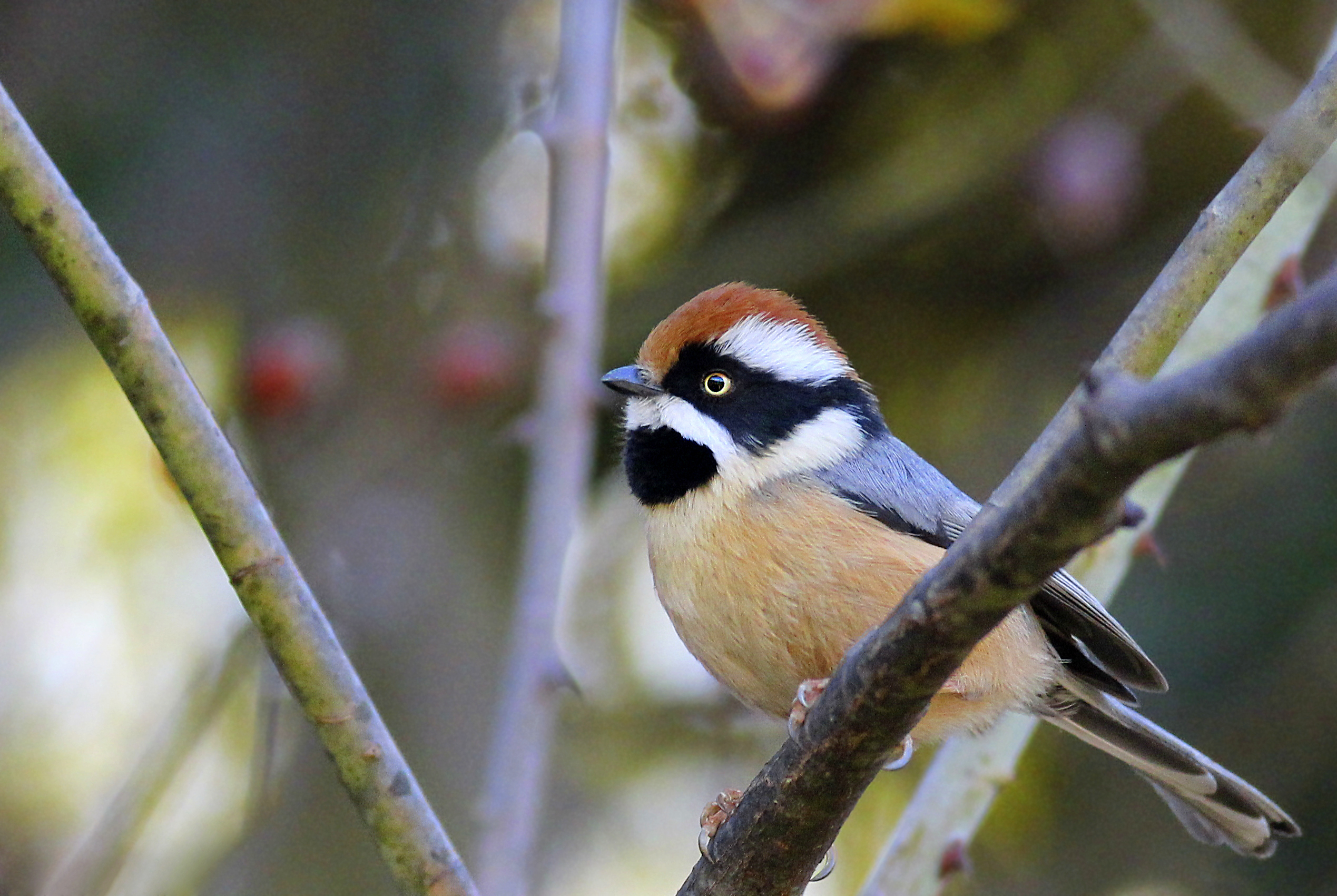
A. concinnus